# Sứ sa mạc
Sứ sa mạc hay sứ Thái Lan (danh pháp hai phần: Adenium obesum) là loài thực vật thuộc chi Adenium của họ La bố ma (Apocynaceae). Chúng có nguồn gốc ở vùng nhiệt đới và cận nhiệt đới của miền đông và miền nam châu Phi cũng như bán đảo Ả Rập.
Đây là một loại cây bụi thân mọng, thường xanh, cao tới 1–3 m, phần gốc cây phình to. Lá mọc thành vòng xoắn, chụm lại thành cụm ở phía trên của ngọn cây, các lá đơn mép nhẵn, cấu trúc bóng như da, dài 5–15 cm và rộng 1–8 cm. Các hoa hình ống, dài 2–5 cm, với đường kính ngoài của phần trên khoảng 4–6 cm, có 5 cánh, tương tự như ở các chi có quan hệ họ hàng gần như chi Sứ trắng (Plumeria - Chi Đại) và chi Trúc đào (Nerium). Hoa màu đỏ hay hồng, thường là có các mảng màu trắng ở phía trên ống hoa.
Một số phân loài của sứ sa mạc:
- Hoa Sứ boehmianum: Phổ biến tại Namibia, Angola.
- Hoa Sứ obesum: Bán đảo Ả Rập.
- Hoa Sứ oleifolium: Nam Phi, Botswana.
- Hoa Sứ socotranum: Socotra (quần đảo gồm 4 đảo nhỏ ngoài khơi Somalia, thuộc chủ quyền của Cộng hòa Yemen).
- Hoa Sứ somalense: Đông Phi.
- Hoa Sứ swazicum: Miền đông của khu vực miền nam châu Phi.

### Trồng và sử dụng

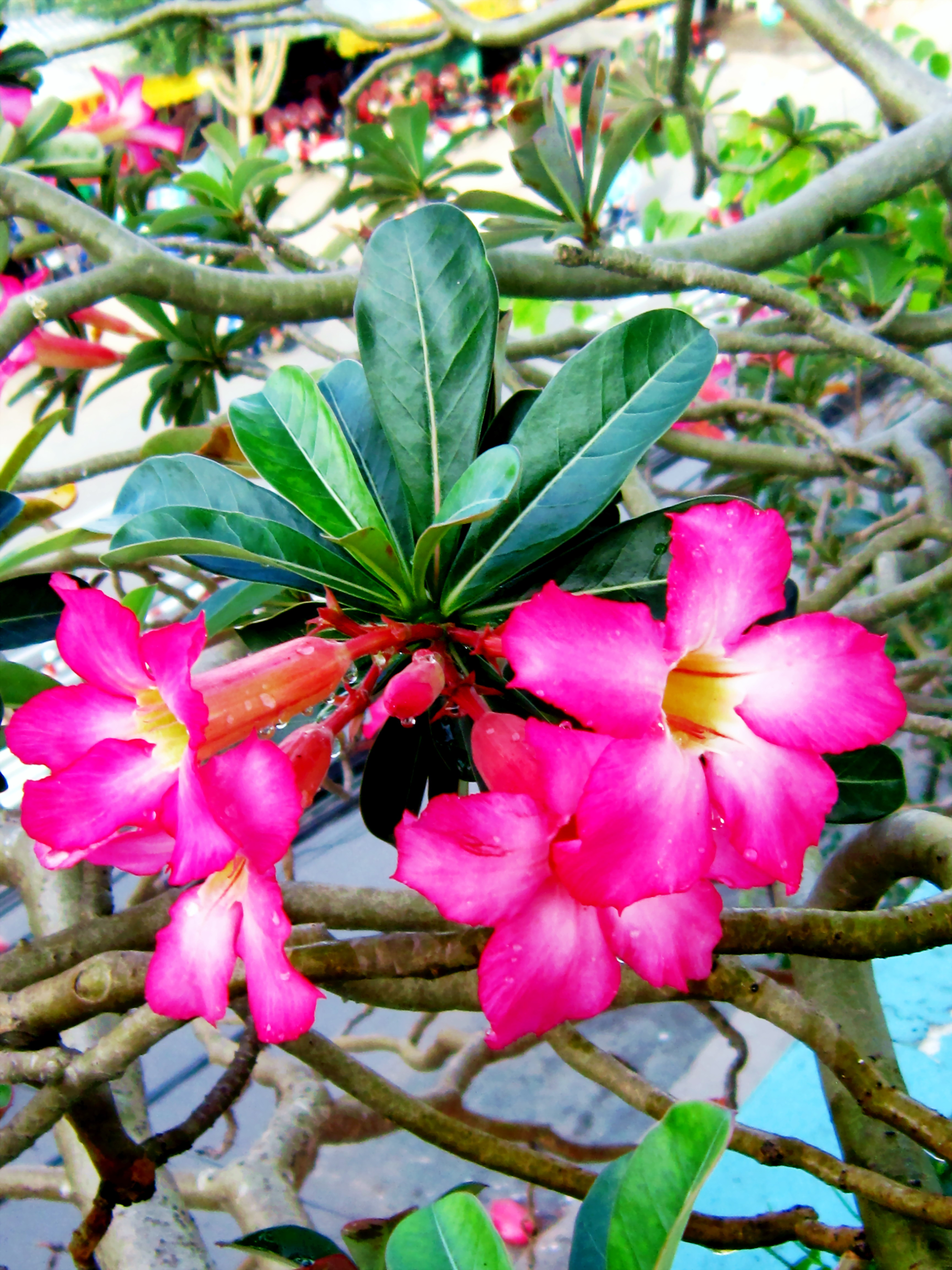
Hoa và lá sứ sa mạc

Sứ sa mạc là một loại cây trồng trong nhà phổ biến tại khu vực ôn đới. Chúng cần nhiều nắng và nhiệt độ tối thiểu về mùa đông là 10 °C. Chúng phát triển mạnh trong chế độ tưới ít nước, giống như các loài xương rồng. Nói chung chúng được nhân giống bằng hạt.